# 烟溪镇 (通江县)
烟溪镇，原为烟溪乡，是中华人民共和国四川省巴中市通江县下辖的一个乡镇级行政单位。2020年5月，撤乡设镇。

## 行政区划
烟溪镇下辖以下地区：
烟溪场街道社区、白雪垭村、罗张窝村、向家坪村、烟溪沟村、印山坪村、寨子河村、田坝里村、四合村、苏家坪村和文家河村。